# Guy Goutierre
Pour les articles homonymes, voir Goutierre.
Guy Goutierre, pseudonyme de Guy Marie-Vianney, médecin généraliste, est un romancier français né le 11 juin 1939 à Fourmies, dans le Nord.  

## Publications
Sous le nom de Guy-Marie Vianney
- L'Ergot de seigle, Nouvelles Éditions Baudinières, 1979 (prix Littré en 1979)
- L'Encadreur de rêves, Hachette, 1981 (prix Jeunesse)

Sous le nom de Guy Goutierre
- Un matin de chien, Hachette, 1988
- L'Auberge de Lampernisse, Hachette jeunesse, 1992.
- Une bombe sur la Grand-Place, Ravet-Anceau, coll. Polars en Nord, 2008
- Le Carré des papillons, Ravet-Anceau, coll. Polars en Nord, 2010
- Traque à Lille, Ravet-Anceau, coll. Polars en Nord, 2012